# Operace Market Garden
Operace Market Garden byla největší výsadková vojenská operace v dějinách, uskutečnila se v září 1944 ve druhé světové válce u nizozemských měst Arnhemu a Nijmegenu. Prvním cílem bylo obsazení řady důležitých mostů přes ramena řeky Rýn a dalších míst v Němci okupovaném Nizozemsku za pomoci mohutného nasazení výsadkářů a techniky shozené na padácích do týlu nepřítele (část Market). Následovat měl přesun spojeneckých motorizovaných a tankových oddílů od belgických hranic na výsadkáři zajištěná místa (část Garden). Úspěšně provedená operace by Spojencům umožnila obejít ze severu Siegfridovu linii, proniknout na německé území, rychle Německo porazit a ukončit tak válku ještě v roce 1944.
Přestože byla operace zahájena úspěšně obsazením mostů, výsadkáři se střetli s nečekaně silnými a dobře organizovanými německými jednotkami – jednak se zálohami západní fronty, jednak s elitními bojovými formacemi, které si zde odbývaly reorganizaci a doplňování po dlouhém nasazení na východní frontě. Navíc spojenecké pozemní síly postupovaly pomalu, nedokázaly k mostům dorazit podle plánu a klíčový nejsevernější most v Arnhemu se udržet nepodařilo.
Rýn tak zůstal překážkou až do března 1945. Porážka spojenců u Arnhemu je považována za poslední velké vítězství Němců během bojů na západní frontě.

## Průběh operace
Operace byla zahájena 17. září. Spadala pod britské vrchní velení, které stanovilo tři výsadkové zóny: Eindhoven, Nijmegen a Arnhem.
U Eindhovenu seskočila americká 101. výsadková divize Screaming Eagles.
Poblíž Nijmegenu byli vysazeni příslušníci americké 82. výsadkové divize All-American, kteří 20. září úspěšně obsadili most přes rameno Rýna – řeku Waal u Nijmegenu.

### Bitva o Arnhem

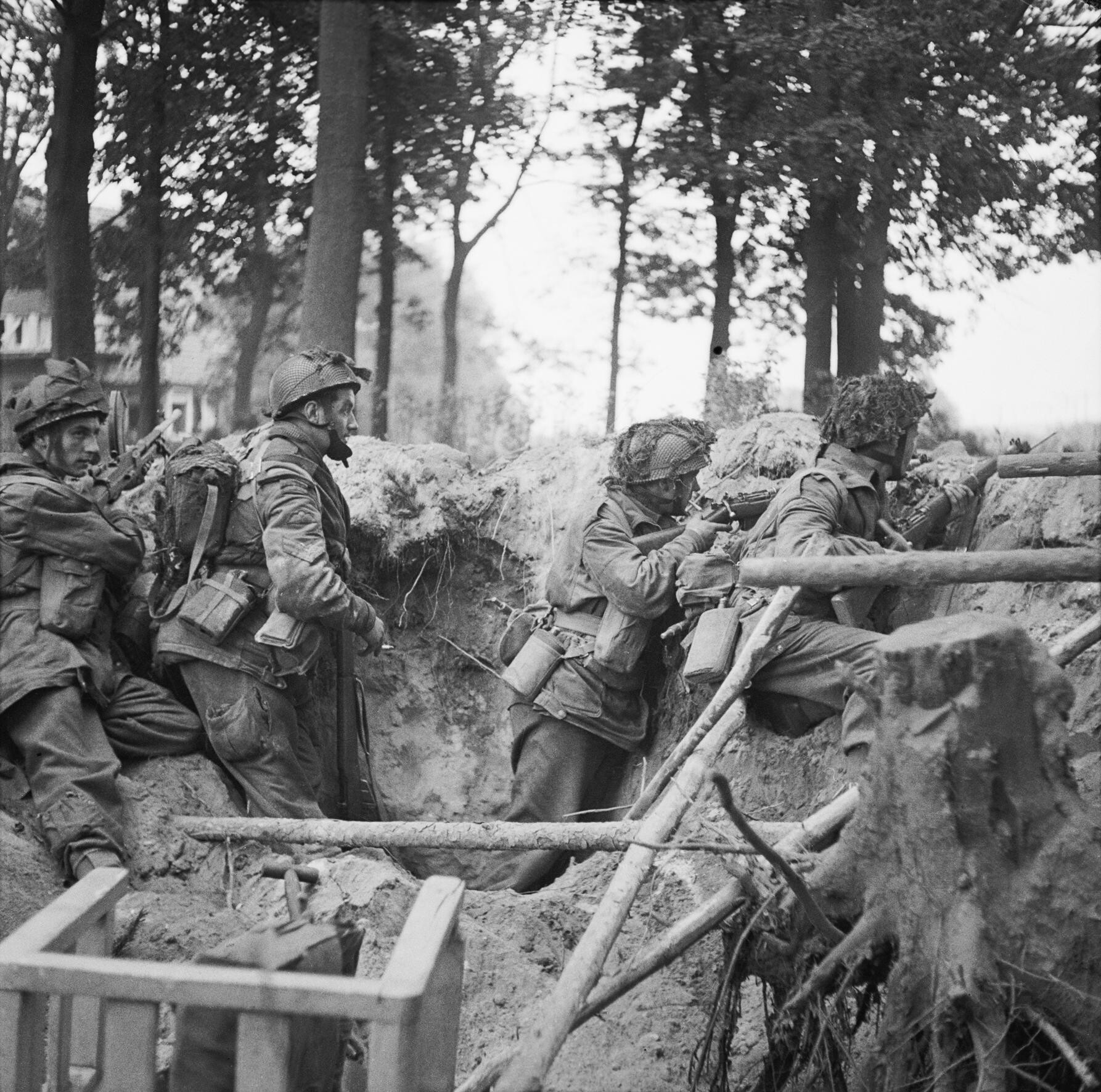
Britští výsadkáři u Arnhemu

Britská 1. výsadková divize, které velel Roy Urquhart, byla vysazena nejseverněji (a tedy nejhlouběji v týlu nepřítele), západně od Arnhemu (poblíž sídel Ede, Wolfheze a Oosterbeek severně od řeky). Dne 21. září (v samotném závěru bojů) byla na levém (jižním) břehu u Oosterbeeku vysazena 1. polská parašutistická brigáda pod vedením Stanisława Sosabowského. Výsadek byl opožděn kvůli špatnému počasí.
Úkolem bylo obsadit tři mosty přes Nederrijn, severní rameno Rýna. Železniční most u Oosterbeeku (51°58′12″ s. š., 5°51′16″ v. d.) však byl Němci zničen a východnější pontonový most u Arnhemu se ukázal jako nepoužitelný, zbýval tedy silniční most v Arnhemu (51°58′29″ s. š., 5°54′42″ v. d.).
V oblasti nasazení britské 1. výsadkové divize však kromě pravidelných jednotek odpočívaly dvě elitní německé divize Waffen SS: 9. tanková divize SS „Hohenstaufen“ a 10. tanková divize SS „Frundsberg“. Výsadkáři se setkali s výrazným odporem německých jednotek a jen části z nich se pod vedením podplukovníka Johna Frosta podařilo obsadit severní konec silničního mostu v Arnhemu. V malém počtu a v obklíčení dokázali most udržet déle, než bylo plánováno, nakonec ale museli kapitulovat. Zbytky spojeneckých sil se poté shromáždily západně od Arnhemu poblíž vesnice Oosterbeeku a nakonec se 25. září evakuovaly přes řeku Nederrijn na jižní břeh, obsazený již spojenci.

## Památníky

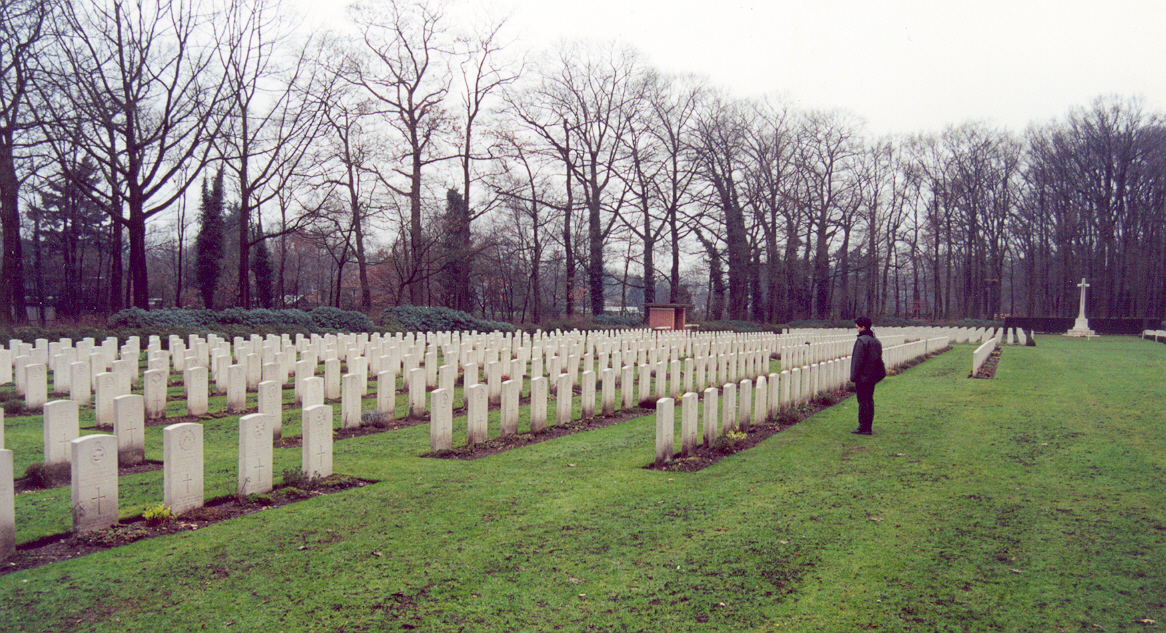
Vojenský hřbitov v Oosterbeeku

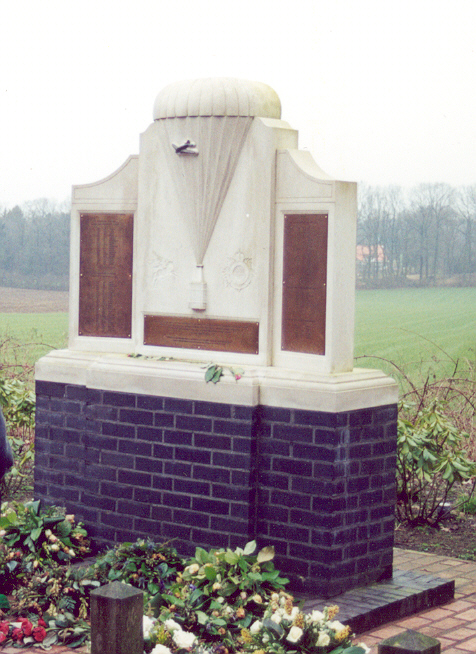
Památník poblíž vojenského hřbitova

Oběti bojů v Arnhemu a okolí, převážně britští a polští výsadkaři, byly pohřbeny spolu s oběťmi tamních bojů v roce 1945 na vojenském hřbitově v Oosterbeeku.

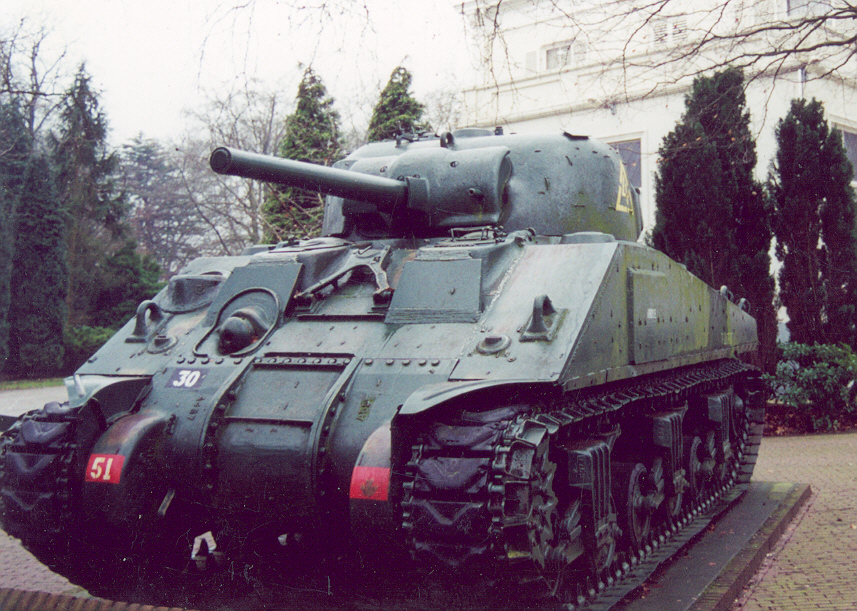
Britský tank M4 Sherman před muzeem v Oosterbeeku

Operaci Market Garden je věnováno muzeum v Oosterbeeku (Airborne Museum), které se nachází v budově hotelu Hartenstein. Ten byl za druhé světové války velitelstvím německého polního maršála Waltera Modela, během operace v něm sídlilo spojenecké velení Roye Urquharta a při bojích byl téměř zničen. Současná expozice seznamuje s přípravou a průběhem operace, zahrnuje výzbroj a výstroj vojáků, multimediální program a repliku bojiště.
Operace, zejména její část odehrávající se v Nijmegenu a okolí, je zachycena také v expozici Muzea osvobození (Nationaal Bevrijdingsmuseum), které se nachází na okraji Groesbeeku, jihovýchodně od Nijmegenu.

## Odkaz v populární kultuře
- Bitva v ústí Šeldy (v originále: De Slag om de Schelde) – výpravný nizozemský film z roku 2020[6]
- Theirs is the Glory (česky: Jejich je sláva) – britský film z roku 1946[7]
- Operaci popisuje kniha Cornelia Ryana Vzdálený most z roku 1974,[8] která byla zfilmována roku 1977 jako Příliš vzdálený most (v originále jsou obě díla stejnojmenná – A Bridge Too Far).
- Tzv. Operace Arnheim je zmíněna také v 18. epizodě seriálu 30 případů majora Zemana s názvem Bílé linky (1976).[9]
- Tímto tématem se zabývá počítačová hra Brothers in Arms: Hells Highway (Pekelná dálnice)[10].
- Operace Market Garden je také součástí jedné z verzí počítačové strategie Company of Heroes. Zde se příběh odehrává z pozice německé armády.
- Touto bitvou byla inspirována také hra Arnhem z roku 1985. Určena byla pro počítač ZX Spectrum a patří mezi jednu z prvních strategií.[11]
- Nasazení 101. výsadkové divize USA v Operaci Market Garden popisuje čtvrtá epizoda televizního seriálu Bratrstvo neohrožených s názvem Nováčkové.
- Hra Post Scriptum se zabývá bojem v roce 1944/45 k a bojem v Belgii a Nizozemí
- Operace Market Garden je součástí i hry Medal of Honor: Frontline (PlayStation 2, GameCube, Xbox)

V nizozemském Arnhemu se stala nedobrovolnou pozorovatelkou této operace Audrey Hepburnová, jež zde tehdy ve svých 15 letech pobývala se svojí matkou v rodinném sídle nizozemského šlechtického rodu van Heemstra. Z tohoto důvodu dostala také nabídku, aby si zahrála jednu z rolí ve filmu Příliš vzdálený most, Audrey ji ale kvůli nedobrým vzpomínkám na tuto událost nakonec odmítla.